# Marolles-sur-Seine
Marolles-sur-Seine település Franciaországban, Seine-et-Marne megyében. Lakosainak száma 1793 fő (2022. január 1.). Marolles-sur-Seine Saint-Germain-Laval, La Tombe, Barbey, La Brosse-Montceaux, Cannes-Écluse, Courcelles-en-Bassée, Misy-sur-Yonne és Montereau-Fault-Yonne községekkel határos.

## Népesség
A település népességének változása:
| Lakosok száma | 1646 | 1697 | 1787 | 1748 | 1784 | 1814 | 1832 | 1812 | 1793 |
|               | 2013 | 2015 | 2016 | 2017 | 2018 | 2019 | 2020 | 2021 | 2022 |